# ミーナ (女優)
ミーナ（Meena、タミル語表記：மீனா、1976年9月16日 - ）はインドのタミル・ナードゥ州チェンナイ(マドラス）出身の女優。南インド映画界のスーパースター。

## 経歴
3歳のころから、子役として映画に出演。伝統舞踊の練習に励み、10歳で本格的に映画女優として活動開始。両親がケーララ州出身であることからラヤーラム語が堪能である他、テルグ語やカンナダ語にも精通しており、テルグ語映画やタミル語映画など南インド各州の映画に多く主演する。出演本数は百本をはるかに超え、南インド映画界のトップ女優として多大な人気を集める。
1997年東京ファンタスティック映画祭の舞台挨拶のため来日し、その美貌が話題になる。翌年の1998年、東京・渋谷のシネマライズでは、ヒロイン役で出演した『ムトゥ 踊るマハラジャ』が上映され、連日立ち見が出るほどの大盛況で超ロングランを記録。その後全国に人気は波及し､日本にインド映画ブームを巻き起こした。1999年には、名作『ヤジャマン 踊るマハラジャ2』が公開され､話題となった。
2001年には「Japan Expo 北九州博覧祭2001」のために再来日。7月4日と5日の2回にわたり ダンスイベント 「マハラジャファンタジー」 に出演、抜群の魅惑的なダンスを披露し、観衆の大喝采を浴びた。